# Hans Ettmayer
Hans Ettmayer (Viena, Ocupación aliada de Austria; 23 de julio de 1946-1 de abril de 2023) fue un futbolista y entrenador de fútbol austriaco que jugó en la posición de centrocampista. Era apodado Buffy.

## Sus inicios
Ettmayer comenzó su carrera en 1963 en el FK Austria Wien, donde marcó un gol en siete partidos de la liga estatal antes de pasar al Tirol al FC Wacker Innsbruck en 1966. [1] En Innsbruck, se convirtió en el favorito del público debido a su gran cantidad de trucos. En la final de copa de 1970 contra el Linzer ASK en el Südstadt Federal Stadium, marcó el gol de la victoria por 1-0 en el minuto 53 frente a 1800 espectadores y en 1971 también ganó el campeonato con el FC Wacker. Estos fueron los primeros éxitos nacionales en la historia del club.
Para la temporada siguiente se trasladó al VfB Stuttgart, donde era temido por sus golpes contundentes a pesar de su peso pesado (85 kg a 1,72 m). Marcó un total de 34 goles en 97 partidos con el VfB. El 26 de enero de 1974, Ettmayer anotó el gol 10.000 en el partido contra el Eintracht Frankfurt. Gol de la Bundesliga. [2] Este hit fue elegido gol del mes en el programa deportivo ARD. [3] Johann Ettmayer entabló un diálogo legendario con el entonces entrenador del VfB Stuttgart, Albert Sing. Cuando este Ettmayer se abrió, " Buffy, no juegas, estás demasiado gordo ", este Ettmayer respondió: " Siempre he sido así. Sing justificó su decisión diciendo: " Hay fotos de ti cuando eras más delgado ", a lo que Ettmayer respondió: " Probablemente fueron tomadas con una cámara de cine". El VfB se clasificó sexto para la Copa de la UEFA en 1973, pero por lo demás estuvo en la media. En 1974, Ettmayer reemplazó a Reinhold Zech como capitán del VfB. Después de que el VfB descendiera de la Bundesliga por primera vez en 1975, el jugador y el club se fueron por caminos separados.
De 1975 a 1977 jugó en el Hamburger SV. Por la Liga Hanseática, donde no estuvo exento de polémica por sus problemas de peso, disputó 27 partidos de Bundesliga en los que marcó cuatro goles. En ese momento, HSV fue el ganador de la Copa DFB con el entrenador Kuno Klötzer en 1976  y Ettmayer solo se usó en las dos primeras rondas de la competencia. En 1977, cuando el HSV ganó la Recopa de Europa de 1977 con una victoria por 2-0 sobre el RSC Anderlecht, solo jugó en el partido de la fase de grupos contra el ÍB Keflavík, que el Hamburgo ganó por 3-0.
Después del final de la temporada, se mudó al club suizo de segunda división FC Lugano por una temporada. Era el único profesional completo entre los semi-aficionados, por lo que se aburría durante el día porque el entrenamiento solo se realizaba por la noche. Con el Ticino, terminó tercero a tres puntos de los dos escalafones de ascenso.
De 1978 a 1981 jugó en el Grupo Sur de la Segunda Bundesliga con el Freiburger FC. En 67 partidos marcó 14 goles para los campeones alemanes de 1907, que en ese momento ocupaban lugares en el centro del campo y en 1981 se clasificaron 10.º para la Segunda Bundesliga de pista única de la siguiente temporada - el último punto alto en la historia del club; En 1982, el FC descendió y se despidió del fútbol profesional.
La conclusión de su carrera como jugador la dio de 1981 a 1983 en el club amateur SV Göppingen, para el cual estuvo activo en ese momento, con interrupción, como jugador-entrenador y a través del patrocinador del club encontró trabajo como despachador de libros de bolsillo en los quioscos
En 1984, el ahora entrenador austríaco de 37 años del entonces equipo de la liga regional SpVgg Rommelshausen. Un buen amigo, Horst Reit, patrocinador de la asociación, lo convenció de hacerlo. Todavía disfrutaba jugando al fútbol de vez en cuando hasta que finalmente se retiró en 1986. [6]

## Selección nacional
Ettmayer apareció en 30 partidos con la selección de Austria entre el 22 de septiembre de 1968 y el 19 de noviembre de 1975, en los que no marcó. Desde octubre de 1970 hasta noviembre de 1971, al igual que su compañero de equipo nacional Johann Schmidradner, participó activamente como jugador en los seis partidos de clasificación del Grupo 6 para la Eurocopa de 1972 contra Italia, Suecia e Irlanda. El entrenador Leopold Šťastný también alineó a Johann Eigenstiller, Norbert Hof, Peter Pumm y Gerhard Sturmberger en cinco clasificatorios para el Campeonato de Europa cada uno.
Johann Ettmayer vivía en Notzingen ( Baden-Württemberg ) y ocasionalmente aparecía en fiestas de celebridades. No solo era conocido por su juego engañoso, su seco humor vienés lo convirtió en un invitado popular en programas de entrevistas una y otra vez . [9]

## Muerte
Hans Ettmayer murió el 1 de abril de 2023 tras una larga enfermedad a la edad de 76 años.

## Carrera

### Club
| Periodo   | Club                | Apariciones | Goles |
| --------- | ------------------- | ----------- | ----- |
| 1963–1966 | FK Austria Wien     | 7           | 1     |
| 1966–1971 | FC Wacker Innsbruck | 137         | 68    |
| 1971–1975 | VfB Stuttgart       | 97          | 34    |
| 1975–1977 | Hamburger SV        | 25          | 2     |
| 1977–1978 | FC Lugano           | 22          | 8     |
| 1978–1981 | Freiburger FC       | 67          | 14    |
| 1981–1983 | SV Göppingen        | 45          | 13    |

### Selección nacional
Jugó para Austria en 30 ocasiones de 1968 a 1975.

## Logros
- Bundesliga de Austria (1): 1970-71
- Copa de Austria (1): 1969-70
- Copa de Alemania (1): 1975-76
- Recopa de Europa de fútbol (1): 1976-77
- Supercopa de la UEFA (1): 1977